# Charles Chamberlain Hurst
Charles Chamberlain Hurst (1870–1947) fue un naturalista, genetista inglés.

## Carrera
Hurst tenía la esperanza de ser docente en Ciencias Naturales en la Universidad de Cambridge, pero se enfermó en un momento crítico, posiblemente de tuberculosis, lo que le impidió asistir allí, aunque se recuperó y llevó una vida activa a partir de entonces.
Hurst heredó un negocio de vivero de plantas en el pequeño pueblo de Leicestershire Burbage. En sus "Laboratorios Burbage", una parte de los viveros vegetales de la familia, Hurst realizó sus estudios en la hibridación de las orquídeas. En 1898, escribió uno de sus primeros artículos proponiendo que las nuevas especies evolucionaron a partir de la hibridación, basándose en su conocimiento de orquídeas, casi dos décadas antes de que teorías similares fueran publicadas por Johannes P. Lotsy. Hurst fue un corresponsal frecuente y amigo de William Bateson y ayudó en la introducción de la genética mendeliana en el siglo XX.
También en Burbage, Hurst recogió los primeros datos para avanzar en la teoría de que el color de los ojos azules es recesivo del pardo. Llevó a cabo muchas investigaciones sobre la genética de la herencia de la capa de color en los caballos, pollos y otros animales domésticos. Así, con el estudio del color de los ojos humanos, se hizo un eugenista ardiente y creía fervientemente que la especie humana se podría mejorar gracias al estudio genético. En su texto sobre 'Creative Evolution' abogó por una teoría sobre habilidades musicales basada en loci mendelianos.
Aunque fue uno de los primeros promotores y defensor de la genética mendeliana y un amigo de Bateson, parece haberse separado de su mentor cuando encontró evidencia compensatoria. En su libro de 1932 sobre The Mechanism of Creative Evolution Hurst adoptó la teoría cromosómica de la herencia sin reservas, refirieéndose copiosamente a la obra de Thomas Hunt Morgan Drosophila, y también fue claramente un darwinista fiel. Creía que la selección natural y la genética mendeliana eran compatibles, y se refirió a la labor teórica de Sewall Wright, R.A. Fisher, y J.B.S. Haldane, que demostró que los rasgos cuantitativos y la selección natural eran compatibles con el mendelismo. Así lo argumentó en Creative Evolution, de 1932, pp. xix:
"El enfoque genético para el darwinismo se ha visto reforzada por el trabajo matemático de Fisher y Haldane, que ha situado el estudio de la selección natural en un plano superior, y ha proporcionado una nueva herramienta y el enfoque del problema, del que mucho se espera durante el próxima década. Trabajo de Fisher enLa teoría genética de la selección natural, con sus nuevos puntos de vista del origen de la dominación y la selección natural de genotipos, ya se ha convertido en un clásico. J.B.S. Teoría Matemática de Haldanede la selección natural muestra que en la evolución, no una mutación o transformación lamarckiana puede prevalecer contra la selección natural de hasta una intensidad moderada. En Estados Unidos, Sewall Wright también ha hecho una extensa investigación matemática del problema de la evolución y selección natural, y en lo principal de sus resultados coinciden con los de Fisher y Haldane, a pesar de que concede más importancia a la supervivencia al azar en poblaciones de tamaño medio que cualquiera de Fisher o Haldane."
Hurst también fue un importante iniciador del moderno "concepto de especie genética", más adelante conocido como el concepto biológico de especies. Esto estaba muy en sintonía con las propias creencias de William Bateson, y esos puntos de vista sobre este tema eran venerados por muchos genetistas de todo el mundo, como Theodosius Dobzhansky. El concepto de Hurst sobre las especies se ve en Creative Evolution, 1932, pp. 66-7:
"Una especie es un grupo de individuos de ascendencia común, con ciertos caracteres constantes específicas en común que están representados en el núcleo de cada célula por un conjunto constante y característico de cromosomas portadores homocigotos genes específicos, lo que por lo general genera los roles de intrafertilidad e interesterilidad. En este punto de vista de la especie ya no es una concepción arbitraria conveniente para el taxónomo, un simple nombre o una etiqueta nueva, sino una entidad real específica que puede ser demostrado experimentalmente genética y citológicamente. Una vez que la verdadera naturaleza de las especies se realiza y se reconoce en términos de genes y los cromosomas, se abre el camino a seguir su evolución y el origen y la especie genética se convierte en una unidad mensurable y experimental de la evolución."
Tales puntos de vista eran los típicos de la posición en la biología evolutiva, y adoptado posteriormente principalmente por Theodosius Dobzhansky, Ernst Mayr, y copian "The Modern Synthesis" de Julian Huxley, en 1942.

### Significancia
Hurst fue famoso por su trabajo en la hibridación y la cría de orquídeas, y también para llevar a cabo los primeros estudios en la genética del color de ojos (demostrando la dominancia de ojos marrones sobre azules en 1905), y la coloración del abrigo de los animales (en sujetos que van desde caballos a pollos).
William Bateson fue reconocido como el científico que primero trajo las teorías de Mendel al mundo de habla inglesa, y el acuñador del término "genética". Tenía el sobrenombre 'bulldog Bateson', Hurst ha sido descrito, junto con Bateson, como uno de los dos líderes del mendelismo en Inglaterra a comienzos del siglo XX. Bateson y Hurst colaboraron en la batalla contra los biometricistas Karl Pearson y Walter Frank Raphael Weldon, con Hurst generaron datos tanto de cruzamientos experimentales de diferentes variedades de plantas y animales en variantes de color, incluyendo pollos, caballos, y humanos. En conjunto, prácticamente demostraron que la genética mendeliana podía extenderse a muchos sistemas diferentes. Hurst era mucho más joven que Bateson, y tenía una pasión ardiente por la genética, con gran habilidad en el debate, y una accesibilidad que carecían algunos de sus compañeros de más edad; lo que significaba que era respetado en la comunidad científica y en la laica.

## Algunas publicaciones
- charles c. Hurst. 1898. Curiosities of orchid breeding. Nature (London) 59: 178-181
- --------------------------. 1902. Early papers
- --------------------------. 1907. Mendelian characters in plants and animals. Edición reimpresa de Spottiswoode & Co. Ltd. 16 pp.
- --------------------------. 1908. Mendel's law of heredity and its application to man: abstract of a lecture delivered before the Leicester Literary and Philosophical Society, 10 de febrero 1908. Editor Victoria Press, 14 pp.
- --------------------------, r.a. Rolfe. 1909. The Orchid Stud Book
- --------------------------. 1910. Mendel's law of heredity and its application to horticulture. 31 pp.
- --------------------------. 1911. The book of the English oak. Editor Lynwood & Co. Ltd. 196 pp.
- --------------------------. 1912. Mendelian heredity in man. Editor Eugenics education society, 25 pp.
- --------------------------, m.s.g. Breeze. 1922. Notes on the origin of the moss-rose. Edición reimpresa
- --------------------------. 1925. Experiments in Genetics. Editor University press. 578 pp.
- --------------------------. 1926. Origin of species. Proceedings of the Linnean Society of London 138: 30
- --------------------------. 1927. Species concept. Report of the British Association, 1926, Oxford
- --------------------------. 1927. Mechanism of evolution. Eugenics Review 19: 19
- --------------------------. 1928. Differential polyploidy in the genus Rosa L. 41 pp.
- --------------------------. 1929. The genetics of the rose: a paper read at the Great International Rose Conference, Londres. Edición reimpresa de National Rose Society by the Croydon Advertiser, 28 pp.
- --------------------------. 1930. Species concept. Gardener's Chronicle 88: 325
- --------------------------. 1931. New species concept. Reports of the International Congress of Botany, 1930. Cambridge
- --------------------------. 1932. The Mechanism of Creative Evolution. Cambridge University Press, Cambridge. 365 pp.
- --------------------------. 1932. A Genetic Formula for the Inheritance of Intelligence in Man
- --------------------------. 1934. The Genetics of Intellect
- --------------------------. 1935. Heredity and the Ascent of Man. Editor The Macmillan Co. 138 pp.
- graham stuart Thomas, charles chamberlain Hurst, v. Sackville-West. 1966. The old shrub roses. Editor Phoenix House, 232 pp.
- robert allen Rolfe, charles chamberlain Hurst. 1987. The orchid stud-book: an enumeration of hybrid orchids of artificial origin, with their parents, raisers, date of first flowering, references to descriptions and figures, and synonymy: with an historical introduction and 120 figures and a chapter on hybridising and raising orchids from seed. Edición ilustrada, reimpresa de Lubrecht & Cramer Ltd, 327 pp. ISBN 81-211-0003-8
- charles c. Hurst, r.a. Rolfe. 2010. The Orchid Stud-Book: An Enumeration of Hybrid Orchids of Artificial Origin, with Their Parents, Raisers, Date of First Flowering, References to Descr. Edición reimpresa de Nabu Press, 388 pp. ISBN 1-176-28060-0

## Honores

### Epónimos
- (Cactaceae) Harrisia hurstii W.T.Marshall[7]

- (Rosaceae) Rosa hurstiana Hesl.-Harr.[8]

- (Scrophulariaceae) Scrophularia hurstii Druce[9]
- La abreviatura «Hurst» se emplea para indicar a Charles Chamberlain Hurst como autoridad en la descripción y clasificación científica de los vegetales.[10]

## Abreviatura (zoología)
La abreviatura Hurst  se emplea para indicar a Charles Chamberlain Hurst como autoridad en la descripción y taxonomía en zoología.